# Blooming Prairie (Minnesota)
Blooming Prairie – miasto w Stanach Zjednoczonych, w stanie Minnesota, w hrabstwie Dodge.